# グレート義太夫
グレート義太夫（グレートぎだゆう、1958年〈昭和33年〉12月26日 - ）は、日本のお笑いタレント、ミュージシャン。本名は鈴木 正之（すずき まさゆき）。株式会社TAP所属。
東京都板橋区出身。私立京華高校卒業、亜細亜大学中退。
元小結の國登國生は叔父にあたる。

## 来歴
大学時代、音楽系サークルでドラマーとして活動しているうちに、プロミュージシャンを目指すようになる。バンド『雷神』を組み、アマチュアとして活動していた。
『ビートたけしのオールナイトニッポン』のリスナーであった義太夫は、ビートたけしのファンとなり弟子志願をするが、その際ドラムが特技であることを披瀝し、当時のたけしのバックバンド『シークレット・ポリス』に加入することになった。しかし実際には先にレギュラーメンバーのドラマーがいたため、パーカッションとして参加。その後たけし軍団が8人編成から10人編成へ移行する際、井手らっきょとともにたけし軍団に正式加入。ただし特徴のあるキャラクターからか、実際には10人編成の時期より以前に、『オレたちひょうきん族』や一連のバラエティ黄金期の番組に既に出演していた。
名前の由来は、当時プロレスで“毒霧”を吹く謎のレスラーザ・グレート・カブキを揶揄して、風貌が太った体型でだらりとした長髪であったことも共通していたため、“歌舞伎”を“義太夫”と洒落て命名された。
その後たけしらとともに雑誌社フライデー襲撃事件にも参加した。その際、消火器を持って大暴れし、「たけし軍団の弁慶」とネタにされた。
近年は蜷川幸雄演出作品の常連であり、コメディ・リリーフとして重宝されている。2006年、『タイタス・アンドロニカス』の再演では、イギリスのロイヤル・シェイクスピア・シアターでの公演も経験。道化役を演じ、観客の爆笑を取っていた。
2009年6月、自らの糖尿病生活を綴ったエッセイ「糖尿だよ、おっ母さん!」を発表。さらに糖尿病を悪化させて腎不全に陥ってしまったため現在は週3回の人工透析が欠かせない状態であるが、舞台出演のほか、落語、ギター漫談にも取り組んでおり、現在はボーイズバラエティ協会に入会し、同協会の浅草東洋館での定席にも上がっている。
2024年8月23日に心筋梗塞で倒れ、「10時間にも及ぶ手術のおかげで、何とか生きながらえております」と、同年9月2日に自身のXアカウントで公表した。

### ミュージシャン
『シークレット・ポリス』時代は、楽曲『浅草キッド』の制作時にたけしにアドバイザーとして関わり、またライブアルバム『野戦病院〜ビートたけし&たけし軍団ライブ』（1985年7月5日発売）収録の楽曲『バラード』の作詞作曲を行っており、陰のたけしの音楽ブレーンとしての存在面があった。ただしこれらの印税は太田プロサイドの判断で本人には振り込まれていない。
1992年にたけしと宮沢りえが共演したエースコック・スーパーカップのCMソングの作詞、作曲を担当した。その他にも細川ふみえ『ポチにやつあたり』、中條かな子『ことばさがして』、日髙のり子『十年後の私』などを作曲した。また北野ファンクラブの人気コーナー『亀有ブラザーズ』ではギター演奏を担当した。
事務所の後輩マキタスポーツのバンド『マキタ学級』のサポートギタリストでもあり、そのブルージーなギターサウンドはファンも多い。アルバム『金もうけ』では、スケジュールの関係でレコーディングにあまり参加出来ず、コーラスと『NEWS』という曲のギターのみとなっている。
たけしが大会最高顧問を担当する「THE MANZAI2014」では、オープニングで、ドラム演奏を披露している。

## 人物
若い頃は力士と見紛う程の大兵肥満であり、力士お断りを標榜する食べ放題の焼肉店で、帽子を被った姿を変装した力士と主人に間違われて追い返されそうになったことがある。
たけしの話によると義太夫は、ある病院で受けた精密検査で尿酸値がその病院での歴代2位になる程の高い数値を出した。ちなみに1位は、ある相撲取りですでに亡くなったという。血糖値も常人の10倍高い数値だった。
2002年に長年の同棲相手と結婚したが、2006年に離婚している。
無類の猫好きである。

## 出演作品

### テレビバラエティ番組
- 学問のススメ（TBS）
- オレたちひょうきん族（フジテレビ）
- 痛快なりゆき番組 風雲!たけし城（TBS）
- ビートたけしのお笑いウルトラクイズ（日本テレビ）
- スーパーJOCKEY（日本テレビ）
- 北野ファンクラブ（フジテレビ）
- 北野富士（フジテレビ）
- 足立区のたけし、世界の北野（フジテレビ）
- 北野タレント名鑑（フジテレビ）
- たけしのコマ大数学科（フジテレビ）※ダンカンが欠席した時の代理出演
- ダウトをさがせ!（毎日放送）
- 明石家サンタの史上最大のクリスマスプレゼントショー（フジテレビ） - 数回電話出演
  - 芸能人枠で何度か出演。2018年12月24日放送分で14年ぶりに出演して「芸歴36年目にして事務所が無くなった」と述べて合格。ロレックスの腕時計を引き当てた。
- ためしてガッテン（NHK）
- ダウンタウンのガキの使いやあらへんで!!（日本テレビ） - 数回ゲスト出演
  - 1997年10月26日放送の「謎の生き物大暴れ捕獲作戦!!」では、番組レギュラー5人に追われる謎の生き物役で出演。捕獲までモザイク処理がなされ、番組終盤で正体が明かされた。
  - 2002年5月19日放送の「押忍!!息止め部」では、水槽の中で胡座をかいて潜り、ガキの使いメンバーから爆笑を掻っ攫った。
  - 2002年7月28日放送の「男のケジメシリーズ　ココリコ遠藤」では遠藤章造から、無理矢理キスされた。
  - 2006年9月3日放送の「芸能人サファリパーク」では、半裸でトマトを出演者らに投げつけていた。
  - 2011年7月24日放送の「なりきりたけし王グランプリ（後篇）」では、師匠・ビートたけしになりきるオフィス北野の後輩三又又三の、中途半端なたけしのものまねに加え、先輩芸人である義太夫や同席の井手らっきょへの不遜な態度に井手とともに激怒。普段の温厚なイメージからは想像できない剣幕に、松本人志からは「これは放送できない」とコメントされた。
  - 2010年4月11日放送の「水中息止めバトル」では、ゲストである笑福亭笑瓶が水槽の中に潜っている最中に突如乱入。「偶々歩いてたら、息止めという文字が見えたから、息止めと言ったら俺じゃないかと思い参加した」との理由で笑瓶と共に水槽に潜り始めた。さらに笑瓶がゲスト出演した2011年9月18日放送の「泥んこ息止めバトル」でも同様なケースで参加している。その時「泥んこが見えたから、これは泥んこ相撲だと思い参加した」と語っていた。
- ゲーマーズTV（MONDO TV）
- 水道橋博士の80年代伝説 （歌謡ポップスチャンネル）
- 北野演芸館〜たけしが本気で選んだ芸人大集結SP〜（毎日放送）
  - 2014年3月30日放送回にピン芸人登場コーナーに出演。ギター片手に「コーヒー・ルンバ」の替え歌で「薬ルンバ」という歌を披露したが、過去に禁止薬物乱用で逮捕された芸能人の名前が続々と出てくる内容の歌詞だった（OAでは実名をマスキング音で伏せられていたため、誰のことを揶揄していたのかは不明）故に、直様たけしにボタンを押され強制終了となった。本人曰く「最近寄席に出てる為、テレビでやって良い事と駄目な事の区別が分からなくなった」と釈明している。
  - 2015年3月15日放送回では、「魔のカーテンコーナー」に出演。「感じの悪い歌」という漢字で綺麗事を喋る人を小馬鹿にする内容の歌を披露。前回同様たけしにボタンを押され緞帳が降ろされたが、歌い終えたと同時に軽く頭を下げ速やかに捌けたため、最後までネタ披露したと思われる。たけし曰く「透析の時間が間に合わない」との事。
- オールスター後夜祭（2019年4月7日[8]、TBS）-『第3回 赤坂5丁目 Qカット選手権』で優勝し、賞金5万円を獲得した。

### ラジオ番組
- 伊集院光 日曜日の秘密基地（TBSラジオ）

### テレビドラマ
- 子連れ狼 第2シリーズ 第13話「殺意の待ち伏せ！夫を斬りたい女と観音像の大五郎」（2003年、テレビ朝日） - 熊吉
- 警視庁女性捜査班（テレビ朝日）

### 映画
- 生きない（監督・清水浩） - 能勢
- 菊次郎の夏（監督・北野武） - バイクの男
- ヴィヴィアン武装ジェット（2017年9月、監督・島田角栄）- キム
- グッドバイ、バッドマガジンズ（2022年11月、ピークサイド）- 社長[9]
- 石岡タロー[10]（2023年）

### Vシネマ
- 実録・九州やくざ抗争史 LB熊本刑務所 侠牙（2001年） - 沖縄連合旭琉会幹部 我喜屋照善
- 虎狼の大義（2013年） - 遠藤

### 舞台
- 四季・夏（演出・山崎哲）
- 真情あふるる軽薄さ2001（演出・蜷川幸雄）
- ハムレット（演出・蜷川幸雄）
- タイタス・アンドロニカス（演出・蜷川幸雄）
- ロミオとジュリエット（演出・蜷川幸雄）
- 天保十二年のシェイクスピア（演出・蜷川幸雄）
- タイタス・アンドロニカス（演出・蜷川幸雄） - 再演。イギリス公演

### コンピュータゲーム
- たけしの戦国風雲児（タイトー）

## 著書
- 猫の奴隷になった私（ワンダーブック）
- 糖尿だよ、おっ母さん!（幻冬舎）

## 受賞
- ビートたけしのエンターテインメント賞・第19回（2019年）特別芸能賞[11]
- オールスター後夜祭’19春 Qカット選手権 優勝